# George McCartney
George McCartney est un footballeur international nord-irlandais né le 29 avril 1981 à Belfast.

## Carrière
- 1998-2006 : Sunderland Angleterre (157 matchs)
- 2006-2008 : West Ham Angleterre (71 matchs et 1 but)
- 2008-2012 : Sunderland Angleterre (46 matchs)
  - 2010-2011 : Leeds United Angleterre (30 matchs) (prêt)
  - 2011-2012 : West Ham United Angleterre (prêt)
- 2012-2014 : West Ham United  Angleterre[1]

## Palmarès
- 34 sélections et 2 buts avec l'équipe d'Irlande du Nord depuis 2001.